# Anders Wahlstedt
Anders Wahlstedt, né le 17 juillet 1964 à Stockholm, est un joueur professionnel de squash représentant la Suède. Il atteint en janvier 1988 la 18e place mondiale sur le circuit international, son meilleur classement. Il est deux fois champion de Suède et champion des États-Unis.

## Biographie
Il devient le dernier étranger champion des États-Unis en 1994, un changement de règlement l'empêchant de défendre son titre l'année suivante, la compétition devenant réservée aux seuls nationaux. A  la fin de sa carrière professionnelle, il se passionne pour l'art moderne et ouvre une galerie pour acheter et vendre des œuvres d'artistes américains et scandinaves.

## Palmarès

### Titres
- Championnats des États-Unis : 1994
- Championnats de Suède : 2 titres (1988, 1992)